# Cupar n.º 218
Cupar n.º 218 es un municipio rural canadiense situado en la provincia de Saskatchewan.

## Superficie
Cupar n.º 218 tiene una superficie de 905,53 km².

## Demografía
En 2021, tenía 516 habitantes, una densidad poblacional de 0,6 hab./km², y 234 viviendas.